# John Profumo
John Dennis Profumo (Londres, 30 de enero de 1915-ibidem, 9 de marzo de 2006) fue un político y militar británico, secretario de Estado para la Guerra (ministro de Defensa), durante el gobierno del primer ministro Harold Macmillan del Partido Conservador británico. Es particularmente recordado por el escándalo al que dio nombre, el caso Profumo, ocurrido en 1963.
Su relación sentimental con una joven bailarina (showgirl), de nombre Christine Keeler, haría tambalear al gobierno británico, y luego contribuiría decisivamente a que el propio premier renunciase. Esto se debía a que Keeler era a su vez amante del agregado naval soviético, Yevgeny Ivanov, de quien se sospechaba fundadamente que actuaba como espía bajo cubierta diplomática.

## Juventud
De origen italiano, Profumo se unió al Royal Armoured Corps del Ejército Británico en 1939, en vísperas del estallido de la Segunda Guerra Mundial, y sería mandado al Norte del África, donde los británicos combatían contra los Afrika Korps de la Alemania nazi.
El 6 de junio de 1944, a los 29 años de edad, participó en la mayor operación militar anfibia de la historia, el desembarco aliado en Normandía (Francia), el conocido Día-D.
Sería condecorado con la variante militar de la OBE (Order of the Britsh Empire, Orden del Imperio Británico). En su carrera militar alcanzaría el cargo de brigadier.

## Cargos políticos
Después de haber sido derrotado en las elecciones legislativas de 1945, Profumo, lograría llegar al Parlamento Británico en 1950. A partir de entonces, accedería a cargos de cada vez mayor importancia, a saber:
- Secretario parlamentario frente al Ministerio de Aviación Civil, en noviembre de 1952.
- Secretario parlamentario conjunto frente al Ministerio de Transporte y de Aviación Civil un año después, desde noviembre de 1953.
- Vicesecretario de Estado parlamentario para las colonias briitánicas, a partir de enero de 1957.
- Vicesecretario parlamentario ante el Ministerio de Relaciones Exteriores, en noviembre de 1958.
- Ministro de RE.EE. (Secretary of Foreign Affairs) solo dos meses después, desde enero de 1959.
- Finalmente, en julio de 1960, llegaría a ser el Secretario de Estado para la guerra (cargo equivalente al de ministro de defensa).[3]

## Algunos detalles del escándalo
En el verano de 1961, John Profumo conoció a Christine Keeler, a través del médico osteópata Stephen Ward, quien le alquilaba un apartamento a la chica. Ward le presentaría a Keeler a Profumo en la residencia campestre de Cliveden, que pertenecía al vizconde Lord Aston. Esa misma noche iniciaron su aventura romántica.
Aunque comenzaron a oírse rumores, el asunto no habría sobrepasado la esfera privada de no haber sido porque Christine mantenía tratos íntimos con otros hombres. Un día de diciembre de 1962, un amante despechado tiroteó la puerta del apartamento que alquilaba la muchacha, hecho que, como era de esperarse, atrajo la atención de la policía y a los medios periodísticos. Esto disgustó a Ward, propietario del apartamento, y quien tenía aspiraciones de elevar su posición social de proxeneta (ayudaba a los encuentros amorosos de la alta sociedad con las chicas que vivían en dicho inmueble). Por lo tanto terminó echando a Christine del apartamento. Ella, preocupada, se puso en contacto con un paciente del médico bien posicionado para que la protegiera. Le dijo que Ward le había insinuado que extrajera de Profumo secretos sobre el arsenal del ejército británico.
En paralelo, la agencia de inteligencia del país, el MI5, había descubierto que Christine se entendía con el agregado naval soviético Yevgeny Ivanov, quien naturalmente era un espía real o potencial, en tiempos de plena Guerra Fría (exacerbada por la Crisis de los misiles nucleares cubanos, que había tenido lugar tan sólo un año antes, en octubre de 1962).
Profumo, que ignoraba esa otra peligrosa relación de Keeler, fue informado de este hecho y, pese a ello, continuó saliendo con Keeler. Ward entretanto, supo que Christine había contado a un periodista la historia de las armas atómicas, por lo que decidió defenderse poniendo al gobierno al corriente de la aventura entre el ministro de defensa y su protegida.
Los periodistas que se enteraron del adulterio de Profumo con Keeler, no obstante, prefirieron guardar silencio al respecto y respetar la vida privada del ministro. No obstante, en marzo de 1963 un miembro laborista del parlamento, de nombre George Wigg, "destaparía la olla" del asunto, alegando que la seguridad nacional del Reino Unido estaba comprometida, debido a que existía seria y creíble evidencia
que apuntaban a que Keeler era también amante o "acompañante" (scort) de Ivanov.
Una vez estallado el escándalo, en una primera instancia Profumo le mentiría al Parlamento británico sobre su relación adúltera con Keeler, alegando que "no había nada absolutamente impropio en ella".
En esta instancia, el primer ministro Harold MacMillan tuvo una conversación muy seria con Profumo. Este aseguró al líder tory que no estaba viviendo una aventura extramatrimonial, así que MacMillan mantuvo al ministro en su puesto.
Para su desgracia, el semanario británico Westminster confidential, sacó a relucir el asunto. Debido a las presiones del MI5, todo desembocó en un proceso judicial, que llevaría al comienzo de rumores que vinculaban a parte de la alta sociedad británica con la prostitución de lujo, orgías y bacanales.
Profumo testificó ante el jurado y verificó las pruebas que lo unían con Keeler. Christine Keeler fue acusada de conspiración, y condenada a pasar nueve meses en prisión. Sin embargo nunca se demostró el espionaje de Ivanov mediante Keeler y Profumo.
El sumamente consternado médico Stephen Ward, acusado de proxenetismo, se suicidó el 3 de agosto de 1963 un día antes de la proclamación del veredicto.

### La caída del gobierno
A causa del incidente la salud del primer ministro Macmillan, un hombre que ya tenía casi 70 años, empeoró radicalmente, y renunció a su cargo para poder ser intervenido quirúrgicamente (aunque de hecho sobrevivió, y fallecería de muerte natural en 1986). La imagen del partido se deterioró profundamente, hecho que contribuyó a la victoria laborista en las elecciones de 1964.

## Vida posterior
Estaba casado con la actriz Valerie Hobson desde 1954, que permaneció junto a él a pesar del escándalo hasta el final de sus días (13-11-1998).
John Profumo dedicaría gran parte del resto de su vida (si no todo ese período) a intentar recomponer su dañada reputación. Para ello se vinculó a una organización caritativa del East End londinense, denominada Toynbee Hall. A partir de ese momento, se dedicó efectivamente a realizar tareas de limpieza, incluyendo el aseo de baños. Con los años llegaría a ser el principal dirigente de esa organización, pero otros miembros de la misma recalcarían el hecho de que "costó hacerlo dejar el estropajo para dedicarse a tareas de gerencia". Debido a los contactos políticos que aún tenía, Profumo contribuyó a que Toynbee lograse cifras de recaudación nunca antes logradas.

## Reconciliación
En 1995, Margaret Thatcher, quien fue primera ministra entre 1979 y 1990, invitó a Profumo a su septuagésimo cumpleaños. Se trataba de un claro y definitivo gesto de reconciliación, no sólo con el partido conservador (tory), sino también con la Corona británica, ya que, durante la ceremonia, se sentó al lado de la reina Isabel II.
En 2003, el ex primer ministro laborista Tony Blair, consiguió que el parlamento reincorporase a Profumo al consejo real del que había sido expulsado en 1963. Asimismo, ese mismo año recibiría el prestigioso premio Beacon Fellowship Prize debido a su trabajo en Toynbee Hall "contra la depravación y la exclusión social".
Por su parte, el reformista social Lord Longford llegaría a decir que "sentía más admiración por Profumo que por todos los hombres que había conocido durante su vida".

## Legado
Poco después de su muerte, acaecida el 9 de marzo de 2006 debido a una crisis cerebrovascular, la mayoría de los comentaristas políticos británicos dijeron que debería ser recordado tanto por sus contribuciones a la sociedad, como por el escándalo político y sexual que protagonizó en 1963, y que lleva su apellido.